# Avföringsreflex
Avföringsreflexen är kroppens signal om att man behöver tömma tarmen. Det är en parasympatisk reflex vilken gör att colon sigmoideum och ändtarmen kontraherar (dras ihop), den interna anala sphinctern relaxerar och den externa anala sphinctern kontraherar (till en början). 

## Beskrivning
När avföring tvingas in i analgången når signaler hjärnan som låter oss bestämma om den externa anal sphinctern ska öppnas eller hållas sammandragen för att tillfälligt hindra avföringen från att passera. Om tarmtömningen hindras, slutar reflexsammandragningarna inom loppet av några sekunder och ändtarmsväggarna relaxerar. När nästa våg av avföring kommer in i analgången så sätts hela processen igång igen, ända tills man bestämmer sig för att tömma tarmen eller att det går så långt att man inte längre kan hålla sig och tarmen tömmer sig själv. 